# Розово-лиловое яйцо с тремя миниатюрами
Розово-лиловое яйцо с тремя миниатюрами — ювелирное яйцо, одно из пятидесяти двух императорских пасхальных яиц, изготовленных фирмой Карла Фаберже для русской императорской семьи. Оно создано в 1897 году по заказу императора Николая II, который подарил его на Пасху своей матери, императрице Марии Фёдоровне. Оно является одним из пропавших ювелирных яиц Фаберже и в настоящий момент его местонахождение неизвестно. В коллекции Виктора Вексельбега находится его сюрприз — рамка с 3 миниатюрами в виде сердца.

## Дизайн
Точный дизайн яйца остаётся неизвестен. На основании информации из счёта Фаберже за это ювелирное яйцо, оно представляет собой «розово-лиловое эмалевое яйцо с 3 миниатюрами».

## Сюрприз
Рамка-сюрприз выполнена в популярном в то время неоклассическом стиле и имеет форму сердца, окаймлённого бриллиантами, покрытого землянично-красной эмалью по гильошированному фону, с выложенной бриллиантами датой «1897». Рамка располагается на шестигранной ножке, выполненной в стиле Людовика XVI, покрытой белой эмалью с росписью в виде извивающейся по спирали виноградной лозы. Ножка установлена на куполообразном уступчатом основании, покрытом землянично-красной эмалью и украшенном золотыми венками из лавровых листьев, алмазами, гравированным золотым листьями аканта, нарисованными веточками лавра, а также четырьмя крупными жемчужинами.
При нажатии на ножку сердце раскрывается, превращаясь в трилистник клевера, покрытый изумрудно-зелёной эмалью по гильошированному фону, с узором в виде расходящихся солнечных лучей. В каждом лепестке располагается миниатюрный портрет в алмазном обрамлении: в одном — император Николай II, во втором — его супруга императрица Александра Фёдоровна, в третьем — великая княжна Ольга Николаевна в младенчестве. Лепестки клевера закрываются нажатием на одну из жемчужин, укреплённых на основании.
В 1902 году Фаберже повторил комбинацию пасхального яйца с похожей ювелирной рамкой в яйце «Рокайль», изготовленном для Варвары Кельх.

## История
18 апреля 1897 года Николай II преподнёс яйцо своей матери, вдовствующей императрице Марии Фёдоровне, на Пасху. На основании квитанции фирмы Фаберже его стоимость составляла 3250 рублей. В описях конфискованного императорского имущества 1917 и 1922 годов яйцо не числится. Предположительно, оно было взято Марией Фёдоровной до 1917 года. Представители Совнаркома и конторы «Антиквариат», которые отвечали за распределение предметов, хранившихся ранее в императорских дворцах, часто вынимали из пасхальных яиц Фаберже сюрпризы, чтобы получить бо́льшую прибыль. Сюрприз этого яйца имеет маркированную дату — 1897 год. Это объясняет то, что многие ранние ювелирные яйца Фаберже не имели непосредственной маркировки, а даты изготовления проставлялись на сюрпризах.
В 1978 году сюрприз яйца был продан аукционом Кристис в коллекцию журнала Forbes, расположенную в городе Нью-Йорк. В 2004 году он, совместно с другими ювелирными изделиями, находившимися в собственности семьи Форбс, был продан фонду Виктора Вексельберга «Связь времён».